# Camooweal
Camooweal – miasto w Australii, w stanie Queensland.